# Houses of the Molé
Houses of the Molé je devátým studiovým albem americké industriální skupiny Ministry, které vyšlo v roce 2004.
Všechny skladby na tomto albu začínají na W s výjimkou první písně a jedné ze skrytých skladeb. Některé z nich jsou velmi kriticky namířené proti tehdejšímu prezidentovi USA Georgi W. Bushovi a jeho politice. Úvodní skladba No W je přímo namířena proti samotnému prezidentovi (W je převzato z jeho prostředního iniciálu). Trošku upravená verze písně No W se objevila na soundtracku ke hře Need for Speed: Underground 2. Skladby 10 - 22 a 24 - 68 jsou potichu.

## Seznam skladeb
1. "No W" – 3:24 (Al Jourgensen)
2. "Waiting" – 5:02 (Al Jourgensen, Max Brody, Mike Scaccia)
3. "Worthless" – 4:09 (Al Jourgensen, John Monte, Mark Baker)
4. "Wrong" – 4:54 (Al Jourgensen, Max Brody, Mike Scaccia, John Monte, Mark Baker)
5. "Warp City" – 4:01 (Al Jourgensen, John Monte, Mark Baker)
6. "WTV" – 4:25 (Al Jourgensen, Mike Scaccia, Max Brody)
7. "World" – 5:13 (Al Jourgensen, Max Brody)
8. "WKYJ" – 5:14 (Al Jourgensen, Max Brody, Kol Marshall, Turn Vanblarcum)
9. "Worm" – 9:11 (Al Jourgensen, Mike Scaccia, Kol Marshall)
10. "Psalm 23" – 5:41 (Al Jourgensen)
11. "Walrus" – 2:43 (Al Jourgensen)

## Sestava

### Ministry
- Alien Jourgensen - zpěv, kytara (1-4, 8, 9) , baskytara (1, 7, 8), programování, slide kytara (5), harmonika (9)
- Mike Scaccia - kytara, baskytara (2, 6, 9), doprovodné vokály (5, 9)
- Max Brody - programování (2, 6, 7, 9) bicí (8), saxofon (9), doprovodné vokály (9)
- John Monte - baskytara (3-5), doprovodné vokály (5)
- Mark Baker - bicí (3-5), perkuse (3), doprovodné vokály (5)

### Hosté
- Angie Jourgensen - doprovodné vokály (5, 9)
- Odin Myers - doprovodné vokály (5)
- Carl Wayne - doprovodné vokály (5)
- Kol Marshall - varhany B3 (8, 9)
- Turner Vanblarcum - DJ scratches (8)
- Rey Washam - bicí (neuveden, nejspíš skladby 1, 2, 6, 7, a 9)[1]